# Władimir Zołotariow
Władimir Jefimowicz Zołotariow, ros. Владимир Ефимович Золотарёв (ur. 19 marca 1920, Rosyjska FSRR) – rosyjski piłkarz, grający na pozycji pomocnika, trener piłkarski.

## Kariera piłkarska
W 1945 rozpoczął karierę piłkarską w klubie Krylja Sowietow Mołotow. W 1946 przez pół roku bronił barw Torpeda Moskwa, ale rozegrał 1 mecz i powrócił do klubu z Mołotowa. W 1948 przeniósł się do Krylji Sowietow Kujbyszew, w którym zakończył karierę piłkarza w roku 1950.

## Kariera trenerska
Po zakończeniu kariery piłkarza rozpoczął pracę szkoleniowca. Najpierw trenował zespoły amatorskie Odessy - Metałurh i Awanhard. Od 13 czerwca do 8 listopada 1964 prowadził Awanhard Żółte Wody. Od 1966 do 1967 pomagał trenować SKA Odessa.